# Lil Tjay
蒂奧內·傑登·梅里特（英語：Tione Jayden Merritt，2001年4月30日－），藝名Lil Tjay，美國說唱歌手和作曲家。他在2018年憑借歌曲《Resume》嶄露頭角，並在當年與哥倫比亞唱片簽約。他的藝名是由他名字的第一個字母和中間名的前三個字母所組成。
Lil Tjay的首張專輯《True 2 Myself》於2019年發行，並成功在Billboard 200排行榜上排名第5。隔年，他發佈了混音帶 《State of Emergency》。他的第二張專輯《Destined 2 Win》於2021年發行，包括與美國歌手6lack合作的單曲 “Calling My Phone”，這是他目前最高銷量的歌曲。

## 早年生活
Lil Tjay出生在紐約布朗克斯。他由單親母親撫養長大，有一個弟弟和一個妹妹。Lil Tjay稱自己是三個孩子中的問題兒童，因為他經常把自己捲入搶劫和學校的打架事件。15歲時，因一次搶劫被捕，並被判處在青少年拘留中心關押一年。在那裡他開始寫說唱，其中包括他的一首熱門歌曲《Resume》。
Lil Tjay的童年好友Smelly于2016年8月14日被刺身亡。这一悲剧深深影响了Lil Tjay，他在多首歌曲中深情地向这位挚友致敬，频频提到“Smelly”这个名字，以表达他对好友的怀念和敬意。

## 音乐事业
2017年，Lil Tjay开始在SoundCloud上发布音乐。他的第一首歌之一《Resume》在Lil Tjay16岁时发行，并迅速开始在网上传播。
2018年，Lil Tjay通过在他的单曲《None of Your Love》中采样Justin Bieber的《Baby》并发布在YouTube上，获得了广泛的关注。3月10日，Lil Tjay在纽约市的Coast 2 Coast LIVE全龄版比赛中获得第一名，他的表演引起了在场评委之一的唱片公司A&R的注意。不久之后，Lil Tjay发布了单曲《Brothers》，这首歌成为他当时最受欢迎的歌曲，后Lil Tjay与哥伦比亚唱片公司签约。

在音乐生涯的前十个月里，Lil Tjay发布了五首在SoundCloud上播放量超过一百万的歌曲。《Brothers》、《Resume》、《Goat》和《Leaked》每首歌的播放量都达到了数千万。2018年7月，Lil Tjay与制作人CashMoneyAP合作发布了《None of Your Love》，这首歌也获得了数千万的播放量。Lil Tjay在2018年底发布了他的首张EP《No Comparison》。

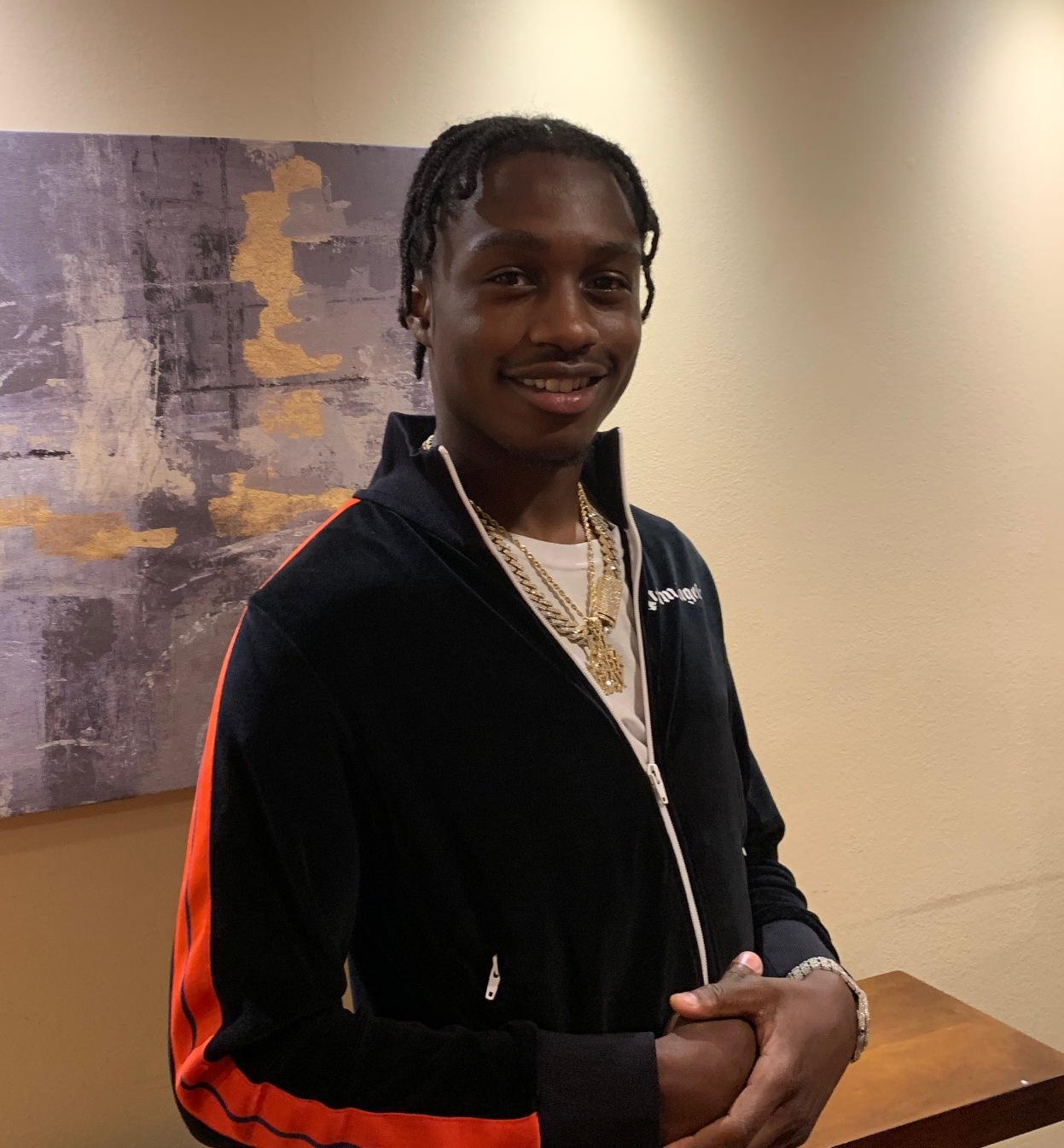
Lil Tjay，2019年

2019年1月，Lil Tjay客串说唱歌手Polo G的单曲《Pop Out》，该歌曲在告示牌百大單曲榜榜单上最高排名第11位。7月，他又参与了男团PrettyMuch的歌曲《Lying》。同年晚些时候，他发行了一张EP《F.N》，其中主打单曲《F.N》在告示牌百大單曲榜榜单上最高排名第56位，并成为他首支个人上榜单曲。10月11日，Lil Tjay发行了个人首张专辑《True 2 Myself》。该专辑在美国公告牌两百强专辑榜榜单上首周空降并最高排名第5位。12月，他受邀参与24kGoldn的热门单曲《Valentino》的混音版本。
在2020年初，Lil Tjay凭借单曲《20/20》再次登上公告牌百强单曲排行榜，该单曲在榜单上最高排名第94位。2020年5月8日，Lil Tjay发布了EP《State of Emergency》，该EP主要集中在纽约市流行的钻孔音乐子流派上。这张七首歌的EP包括与Fivio Foreign和Pop Smoke合作的《Zoo York》，该曲在告示牌百大單曲榜排行榜上最高排名第65位。同年7月，Lil Tjay出现在Pop Smoke的首张遗作专辑《Shoot for the Stars, Aim for the Moon》中，参与了歌曲《Mood Swings》的演唱，该曲在告示牌百大單曲榜排行榜上最高排名第17位。8月11日，Lil Tjay入选了XXL的2020年年度新生班。
2021年2月12日，Lil Tjay发布了与亚特兰大歌手6lack合作的单曲《Calling My Phone》，并由Cam Busby执导了音乐视频。这首歌在告示牌百大單曲榜上首周亮相排名第三，成为Lil Tjay职业生涯中排名最高的单曲。3月19日，Lil Tjay发布了与Polo G和Fivio Foreign合作的单曲《Headshot》，作为他第二张录音室专辑《Destined 2 Win》的第二首单曲，该专辑于2021年4月2日发布，共包含21首曲目。10月22日，Lil Tjay发布了他即将推出的第三张录音室专辑的主打单曲《Not in the Mood》（与Fivio Foreign和Kay Flock合作）。
2022年3月初，Lil Tjay开始预告一首名为《In My Head》的新歌，这首歌采样了Iyaz的《Replay》。这首歌于2022年4月1日发布。4月，Lil Tjay在他的YouTube频道上发布了一首即兴说唱《Lavish》。第二天，他宣布了他的EP《Strictly 4 My Fans》。8月26日，梅里特发布了单曲《Beat the Odds》，这首歌讲述了他在一次近乎致命的枪击事件中的经历以及他的康复情况。11月17日，梅里特预告了他的单曲《Give You What You Want》的预告片，这首歌于当天下午4点在YouTube上发布。

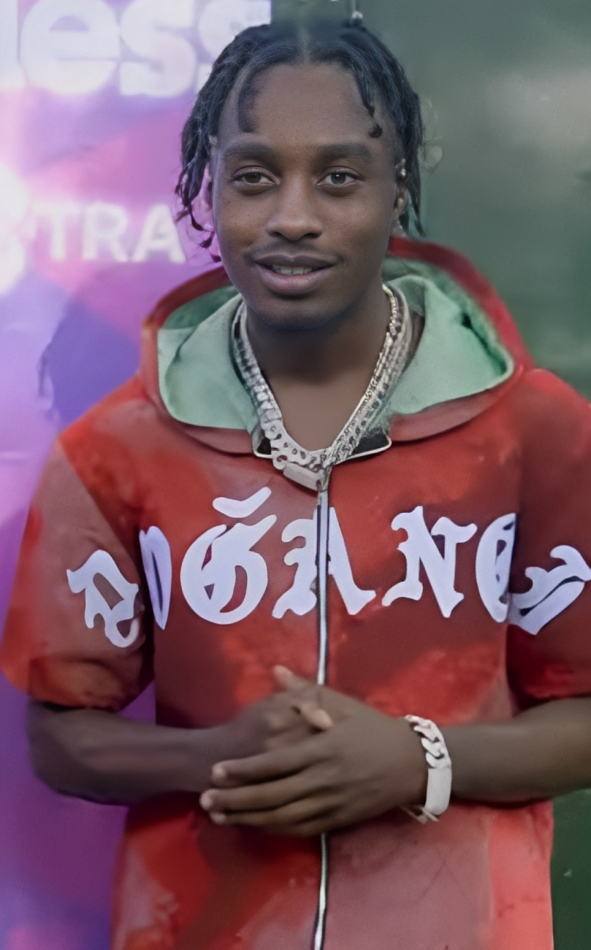
Lil Tjay，2023年

2023年6月23日，Lil Tjay发布了主打单曲《June 22nd》，同时在Instagram上公布了专辑名称《222》。7月7日，他发布了与YoungBoy Never Broke Again合作的单曲《Project Walls》，并公布了专辑封面和曲目列表，专辑中有Summer Walker、The Kid LAROI、Fivio Foreign、Jadakiss、Polo G和Coco Jones的合作。在专辑发布前，Lil Tjay在社交媒体上发布了短纪录片，并在2023年无线音乐节上与Fivio Foreign一起表演了《Bla Bla》。专辑《222》于2023年7月14日发布，首周销量为22,000张。

## 2022年槍擊案
2022年6月22日，Lil Tjay在新澤西州埃奇沃特遭遇了搶劫身中7槍，事件发生在The Promenade购物中心附近的Chipotle餐厅外。当时，Lil Tjay与两名朋友安托萬·博伊德（Antoine Boyd）和杰弗里·瓦尔德斯（Jeffrey Valdez）在一起，嫌疑人穆罕默德·科納特（Mohamed Konate），企图持枪抢劫他们，并向Lil Tjay连开七枪。与此同时，安托萬·博伊德（Antoine Boyd）在附近的加油站也被击中。
枪击发生后，Lil Tjay被送往哈肯萨克大学医学中心接受了緊急手術。第二名受害者，22歲的安托萬·博伊德與Lil Tjay是朋友，他背部中了一槍。與此同時，槍手也被擊中，在一名身份不明的同謀的幫助下逃脫。卑爾根縣檢察官辦公室報告說，槍擊事件似乎不是隨機的，一名受害者從危急狀態升級為穩定狀態，而另一名受害者情況良好。
當天警方逮捕了27歲的穆罕默德·科納特（Mohamed Konate），他被指控犯有三項一級謀殺未遂罪、三項一級武裝搶劫罪和多項武器犯罪。 與Lil Tjay在一起但沒有受傷的傑弗里·瓦爾德（Jeffery Valdez）和安托萬·博伊德（Antoine Boyd）都被指控犯有二級非法持有武器罪，但指控後來被撤銷。Lil Tjay沒有被指控任何罪行。
2022年6月23日，据报道，Lil Tjay在枪击事件后仍处于昏迷状态。在此后几天，由于缺乏关于Lil Tjay病情的可靠更新，关于他瘫痪甚至脑死亡的传言开始流传。然而，多个消息来源后来驳斥了这些传言。2022年7月1日，有新闻报道称，Lil Tjay仍在住院，但已经清醒并能说话。
2022年8月24日，Lil Tjay在他的社交媒体账号上上传了一段更新视频。在视频中，他佩戴着颈托，表示自己正在好转，并将“以更强的状态回归”。8月26日，Lil Tjay发布了单曲《Beat the Odds》，这首歌讲述了他那次濒临死亡的经历以及康复过程。

## 音乐作品

### 录音室专辑
- True 2 Myself (2019)
- Destined 2 Win (2021)
- 222 (2023)

### 迷你专辑
- No Comparison (2018)
- F.N (2019)
- State of Emergency (2020)
- Farewell (2024)

## 巡回演出
- No Escape (2019)
- True 2 Myself (2020)
- Destined 2 Win (2021)
- Born 2 Be Great (2023)
- Beat The Odds (2023)
- The Good Life (2024)
- Past 2 Present (2024)

## 外部連結
- 官方網站 （页面存档备份，存于）

- Lil Tjay Instagram的頁面 （页面存档备份，存于）